# Fuerte de María Cristina
El Fuerte de María Cristina es uno de los denominados fuertes exteriores de la ciudad española de Melilla, se encuentra ubicado en el Monte María Cristina, de la ciudad y está catalogado como Bien de Interés Cultural..

## Historia
Proyectado en 1890 por Eligio Souza, fue construido entre 1893 y 1895, habiendo empezado las obras antes del estallido de la guerra de Margallo. Se levantó para proteger el barrio del Polígono, en el que se encuentra, que se construyó a partir de 1893 para alojar a los numerosos trabajadores del sur de España que empezaron a instalarse en la ciudad. Además de su uso defensivo, también se usó como prisión militar hasta 1989. Hoy en día se encuentra abandonado.

## Descripción
Está construido en piedra de la zona para los muros y ladrillos macizo para los arcos y las bóvedas. Cuenta con sótano y dos plantas.
Tiene planta romboidal, con lunetas en sus ángulos, a excepción de aquel en el que se encuentra la entrada.